# Christian Bürckstümmer

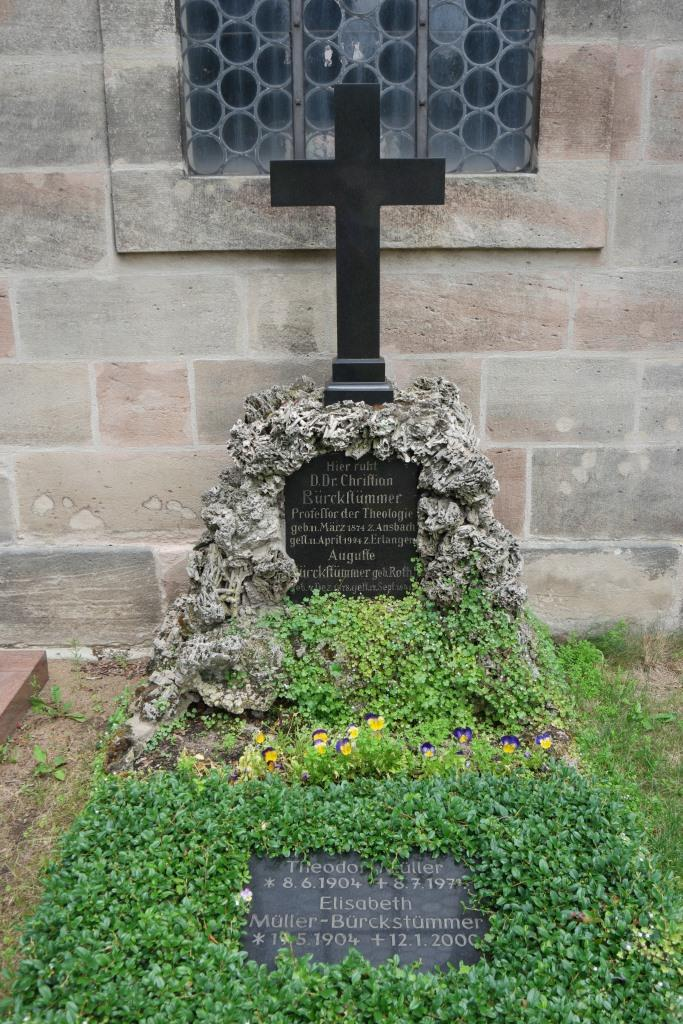
Grab von Christian Bürckstümmer auf dem Neustädter Friedhof in Erlangen

Christian Johann Christoph Bürckstümmer (* 11. März 1874 in Ansbach; † 11. April 1924 in Erlangen) war ein deutscher evangelisch-lutherischer Geistlicher und Hochschullehrer.

## Leben
Christian Bürckstümmer war der Sohn des Metzgermeisters Christian Bürckstümmer.
Er besuchte die Volksschule und bis 1892 das humanistische Gymnasium (heute: Gymnasium Carolinum) in Ansbach.
Im Wintersemester 1892/1893 immatrikulierte er sich an der Universität Erlangen für sein Theologie-Studium, das er im Wintersemester 1894/1895 an der Universität Greifswald fortsetzte, bis er zum Wintersemester 1895/1896 wieder nach Erlangen zurückkehrte. Im August 1896 bestand er sein Erstes Theologisches Examen in Ansbach und 1901 sein Zweites Theologisches Examen. Am 21. Februar 1914 wurde er an der Universität Erlangen zum Dr. phil. promoviert.
Am 26. Dezember 1896 wurde er Pfarrvikar in Donauwörth, ging am 1. März 1897 als Pfarrvikar nach Augsburg und wurde am 1. Oktober 1897 Hilfsgeistlicher in Nürnberg-Steinbühl, am 1. Oktober 1901 Hilfsgeistlicher in der Pfarrkirche St. Lukas in München sowie am 1. Mai 1902 Hilfsgeistlicher in München-Schwabing.
Er ging am 16. Mai 1905 als zweiter Pfarrer nach Schottenstein in Oberfranken, wurde am 1. August 1909 Pfarrer in Dinkelsbühl und am 1. September 1914 Dekan und Stadtpfarrer der Neustädter Kirche in Erlangen.
Am 1. Mai 1919 wurde er als ordentlicher Professor für Praktische Theologie, Pädagogik und Didaktik an die Universität Erlangen berufen.
Christian Bürckstümmer war seit 1901 mit Augusta (geb. Roth) verheiratet; gemeinsam hatten sie drei Kinder.

### Kirchenhistorisches Wirken
Von 1913 bis 1914 war er Schriftleiter des Periodikums Alt-Dinkelsbühl. Mitteilungen aus der Geschichte Dinkelsbühls und seiner Umgebung, das sechsmal jährlich im Wörnitz-Boten in Dinkelsbühl erschien. Von 1922 bis zu seinem Tod gab er die Beiträge zur bayerischen Kirchengeschichte heraus und veröffentlichte weitere Werke zur Kirchenhistorie.

## Ehrungen und Auszeichnungen
- Am 12. Juli 1914 wurde er an der Universität zum Lic. theol. h. c. ernannt.
- Er erhielt am 25. September 1916 das König Ludwig-Kreuz.
- Die theologische Fakultät der Universität Greifswald ernannte ihn am 25. Juni 1919 zum Dr. theol. h. c.

## Schriften (Auswahl)
- Luther am 31. Oktober 1517.  Rothenburg: Peter, 1909.
- Die Reformation und die Völker. Rothenburg o. T.: Peter, 1910.
- Der Religionsunterricht in der Volksschule. München: Beck, 1914.
- Ein feste Burg ist unser Gott. Sammlung von Kriegspredigten. München: C.H. Beck, 1915.
- Georg Loesche; Christian Bürckstümmer: Zur Gegenreformation in Schlesien, Troppau, Jägerndorf, Leobschütz: Neue archivalische Aufschlüsse. Leipzig: Verein für Reformationsgeschichte (Rudolf Haupt), 1915.
- Christentum und Patriotismus. Erlangen, 1916.
- In Gottes Gemeinschaft!: Predigten vom Weltkrieg und vom Frieden Gottes. München: Müller & Fröhlich, 1917.
- Der Anteil des deutschen Bürgertums an der Reformation. Das deutsche Bürgertum beim Beginn des Reformationszeitalters. Leipzig, 1917.
- Der Anteil des deutschen Bürgertums an der Reformation. Nach dem Bauernkriege. Leipzig, 1917.
- Geschichte der Reformation und Gegenreformation in der ehemaligen freien Reichsstadt Dinkelsbühl (1524–1648). 1. Teil Leipzig 1914. 2. Teil Leipzig 1915.
- Hermann Jordan; Christian Bürckstümmer: Reformation und gelehrte Bildung in der Markgrafschaft Ansbach-Bayreuth: eine Vorgeschichte der Universität Erlangen. Leipzig: Deichert, 1922